# Lysionotus denticulosus
Lysionotus denticulosus är en tvåhjärtbladig växtart som beskrevs av Wen Tsai Wang. Lysionotus denticulosus ingår i släktet Lysionotus och familjen Gesneriaceae. Inga underarter finns listade i Catalogue of Life.